# Wiślinka (wieś)
Wiślinka (niem. Wesslinken, kaszb. Wislënkô) – wieś w Polsce położona w województwie pomorskim, w powiecie gdańskim, w gminie Pruszcz Gdański.

## Położenie
Znajduje się przy czwartym kilometrze drogi wojewódzkiej nr 501 Przejazdowo - Nowa Karczma.
Administracyjnie graniczy:
- od północy poprzez Martwą Wisłę z Wyspą Sobieszewską
- od zachodu z miastem Gdańsk
- od południa z wsią Bogatka (gmina Pruszcz Gdański) oraz Koszwały (gmina Cedry Wielkie)
- od wschodu z wsią Trzcinisko (gmina Cedry Wielkie)

Geograficznie Wiślinka znajduje się na terenie Żuław Gdańskich.
Dojazd do miejscowości z centrum Gdańska zapewniają linie autobusowe 112, 186, 212 i N9 zarządzane przez Zarząd Transportu Miejskiego w Gdańsku oraz prywatna linia autobusowa 871.
Wiślinka jest położona 2 km od plaży na Wyspie Sobieszewskiej, 12 km od centrum Gdańska oraz 5 km od obwodnicy południowej Gdańska i drogi krajowej S7.

## Historia
Historyczne nazwy Wiślinki to: Weßlinken, Wisselynke, Wisselinke, Wysselinkuue, Wisselineke, Wiślinke, Weslynken.
Pierwsze wzmianki pochodzą z przełomu XIV i XV wieku. Wówczas wieś należała do Zakonu Krzyżackiego. W 1540 r. w wyniku przerwania wałów na Wiśle w okolicach Kiezmarku wieś została całkowicie zalana, trzy lata później – po kolejnej powodzi – wieś została całkowicie wyludniona. Wzmianki o jej ponownym zasiedleniu pojawiają się dopiero w 1550 r. Wiślinka jako wieś wolna w 1601 r. otrzymała wilkierz. We wsi istniała także karczma, pełniąca rolę strażnicy wałowej.
Po reformie administracyjnej z 1887 r. gmina wiejska Wiślinka stała się częścią powiatu Danziger Niederung. Siedziba obwodu, urząd stanu cywilnego i kościół ewangelicki mieściły się w Bogatce, a kościół katolicki w Gdańsku.
W okresie międzywojennym w Wiślince działała agenda pocztowa, firma budująca jachty, łodzie motorowe i statki rzeczne, a także zajazd z przystankiem autobusowym i cegielnia. Przez Wisłę kursował prom z Wiślinki do Sobieszewa.
W latach 1945–1954 miejscowość była siedzibą gminy Wiślinka. W latach 1945–1998 miejscowość należała do województwa gdańskiego.
Istniejąca szkoła była poddawana rozbudowom w latach 1965-67 (budowa pawilonu szkolnego), 1987 i między 2005 a 2010.
W 2013 we wsi kosztem 721 tys. zł (w tym blisko 582 tys. z UE) powstała przystań na Martwej Wiśle, wyposażona w pomost cumowniczy dla 8 jednostek pływających, dźwig, mniejsze pomosty oraz 100-metrowy hangar. Obiekt wyposażono w parking, część rekreacyjną pod wiatą oraz sanitariaty. W latach 2018–2019 kosztem 3,5 mln zł przystań rozbudowano (wykonano kanał dopływowy do obiektu, nabrzeże skarpowe (narzutowe) i pomost do cumowania 32 jednostek pływających).
22 września 2018 oddano do użytku ścieżkę rowerową z Przejazdowa do Sobieszewa.
W l. 2020-2021 na terenie wsi przy moście Sobieszewskim powstało osiedle mieszkaniowe.
W miejscowości znajduje się zaplecze stoczniowe firmy "Galeon" - producenta luksusowych jachtów.

## Składowisko fosfogipsów w Wiślince
Na obszarze Wiślinki, nad południowym brzegiem Martwej Wisły, znajduje się hałda fosfogipsu. Zdaniem organizacji ekologicznych stanowi „zagrożenie dla środowiska” dla rejonu Wyspy Sobieszewskiej i Żuław Gdańskich, podczas gdy wyniki najnowszych badań instytucji krajowych i właściciela hałdy wskazują na „brak negatywnego oddziaływania hałdy na środowisko”.

### Geneza
Składowisko w Wiślince formalnie funkcjonuje od 1972 r. Znajduje się tutaj około 16 mln ton odpadów poprodukcyjnych, głównie fosfogipsu. Właścicielem składowiska są obecnie Gdańskie Zakłady Nawozów Fosforowych „Fosfory” sp. z o.o. Początkowo składowisko miało mieć tymczasowy charakter – planowano zapełnić jedynie głębokie na 10 metrów wyrobisko po dawnej cegielni. Obecnie wysokość hałdy wynosi około 50 metrów. W 2007 r. właściciele składowiska rozpoczęli działania zmierzające do zamknięcia i zabezpieczenia składowiska fosfogipsów w Wiślince. 5 lutego 2009 r. marszałek województwa pomorskiego Jan Kozłowski wydał decyzję o zamknięciu hałdy. Projekt zakłada, że na hałdę zostanie dowiezione jeszcze pół miliona ton fosfogipsu (celem nadania jej regularnego kształtu). Obecnie hałda poddawana jest dalszemu procesowi rekultywacji.

### Opinie ekologów i Ekspertyza Instytutu Medycyny Pracy i Zdrowia Środowiskowego w Sosnowcu
Badania organizacji ekologicznych wskazują na „bardzo negatywne oddziaływanie składowiska na środowisko”. Nieformalna Grupa Inicjatywna „Fosfi” podaje, iż zgromadzony na hałdzie fosfogips „powoduje emisję do wód, gleb i powietrza metali ciężkich, związków fluoru, siarki oraz strontu i uranu”.
W ramach ekspertyzy „Ocena ryzyka zdrowotnego mieszkańców Wiślinki związanego z oddziaływaniem hałdy fosfogipsu”, wykonanej przez Instytut Medycyny Pracy i Zdrowia Środowiskowego w Sosnowcu, dokonano analizy zagrożeń stwarzanych przez składowisko fosfogipsu. W oparciu o dane dostarczone przez władze samorządowe ustalono listę potencjalnie szkodliwych dla zdrowia ludzi substancji występujących na składowisku fosfogipsu.
Autorzy raportu wskazali na „wysoki iloraz zagrożenia mieszkańców Wiślinki i najbliższych okolic, związany z narażeniem na rozważane substancje”. Jednocześnie zwrócili uwagę, iż „dominujący wkład daje tu jednak fluor występujący w wodzie; dodając przy tym, iż problem anomalnie wysokich zawartości fluoru w wodach na terenie Żuław jest znany od lat, zatem nie jest on specyficzny dla Wiślinki w kontekście lokalizacji składowiska fosfogipsu”.
Autorzy wskazali na „istnienie potencjalnego zagrożenia wystąpieniem w tej grupie populacji negatywnych skutków zdrowotnych związanych z toksycznym działaniem substancji występujących na składowisku fosfogipsu”.
W opinii autorów raportu ryzyko nowotworowe (rozumiane jako prawdopodobieństwo wystąpienia nowotworu) związane z narażeniem na arsen w glebie, nie osiąga poziomów skłaniających do interwencji.
Zdaniem autorów „udział badanych substancji w całkowitym populacyjnym ilorazie zagrożenia związanym z narażeniem na zanieczyszczoną glebę dominujący wkład wnosi mangan (82,6%), nikiel (6,2%), arsen (4,3%) i miedź (3,7%). (97,4%) fluor. żelazo (45%), nikiel (42,8%) i mangan (8,2%)”.

### Ekspertyza Wojewódzkiego Inspektoratu Ochrony Środowiska w Gdańsku
14 czerwca 2013 r. fundacja Johna Nurminena, której działalność finansuje między innymi fiński koncern energetyczny Fortum, opublikowała raport na temat składowiska fosfogipsów w Wiślince. Jego wyniki miały potwierdzić dotychczasowe doniesienia na temat „zanieczyszczania Morza Bałtyckiego przez substancje wydobywające się z hałdy fosfogipsów”. Zarzuty fundacji odrzucił jednak Główny Inspektor Ochrony Środowiska Andrzej Jagusiewicz. Pod koniec lipca 2013 r. do mediów wyciekły informacje, że fundacja Nurminena wysłała list do władz Grupy Azoty (właściciela Gdańskich Zakładów Nawozów Fosforowych), w którym informuje, że „jest przygotowana do zapewnienia najlepszego dostępnego fińskiego know-how, a także doradzania pro bono w zakresie najefektywniejszych technologii łagodzenia wycieków fosforu w Gdańsku”. List ten dotarł do władz spółki kilka dni po publikacji raportu fundacji Nurminena, wskazującego na „negatywne oddziaływanie hałdy na środowisko naturalne w okolicach Gdańska”, a jeszcze przed wynikami badań polskich instytucji.
1 lipca 2013 Wojewódzki Inspektorat Ochrony Środowiska w Gdańsku rozpoczął kolejne badania, mające określić oddziaływanie hałdy fosfogipsów w Wiślince na środowisko. Trwały one do 29 lipca, natomiast wyniki zostały podane do publicznej wiadomości 21 sierpnia podczas konferencji prasowej „Fosfogipsy w Wiślince”. Raport wykazał, iż „mimo stwierdzonych nieprawidłowości składowisko nie stanowi zagrożenia zarówno dla środowiska naturalnego”, jak i dla zdrowia mieszkańców. Również badanie, przeprowadzone na próbkach pobranych od zwierząt należących do obwodu łowieckiego Wiślinka, „nie wykazało przekroczeń dopuszczalnych zawartości pierwiastków toksycznych”.